# Tarzan and His Mate
Tarzan and His Mate é um filme estadunidense de 1934 do gênero Aventura, dirigido por Cedric Gibbons e os não-creditados Jack Conway e James C. McKay. Produção da MGM baseada no personagem e nas histórias criadas pelo escritor Edgar Rice Burroughs, é o segundo filme estrelado pelo ator Johnny Weissmuller. Em 2003 o filme foi escolhido para preservação pela Biblioteca do Congresso dos Estados Unidos.
O primeiro rinoceronte que luta com Tarzan é Mary, que veio do Zoológico de Tierpark Hagenbeck na Alemanha. Weismuller fez a cena ele mesmo.

## Elenco
- Johnny Weissmuller…Tarzan
- Maureen O'Sullivan…Jane
- Neil Hamilton…Harry Holt
- Paul Cavanaugh…Martin Arlington
- Nathan Curry…Saïd

## Sinopse
O antigo interesse romântico de Jane, Harry Holt, retorna à selva em busca de enriquecer com marfim, e ao mesmo tempo tentar convencê-la a voltar para a civilização. Ele consegue organizar um safári com seu amigo mulherengo Martin Arlington, que está falido e tenta se recuperar com a expedição. Harry conta a Martin sobre um cemitério de elefantes secreto, que apenas Tarzan conhece o caminho. Mas são atrapalhados em seus planos por uma dupla de exploradores vigaristas que roubam seu mapa e partem num safári antes deles. Harry e Martin vão às pressas atrás dos ladrões, mas quando entram na selva eles os encontram mortos por nativos canibais. E agora os mesmos nativos estão a persegui-los.
Ao escaparem dos canibais eles entram nos domínios de Tarzan e são atacados por enormes gorilas. Tarzan e Jane chegam e acalmam os macacos. Jane fica feliz de ver Harry e diz que vai ajudá-lo a encontrar os marfins, mas que continuará a viver com Tarzan na selva. Ela está plenamente adaptada à vida selvagem, nadando em rios e andando de cipós por entre as árvores. Não se importa que é constantemente ameaçada por animais selvagens. Tarzan e Cheeta a salvam lutando contra leões, rinocerontes e crocodilos.
Quando Tarzan se nega a levar os exploradores ao cemitério dos elefantes, Martin atira nele e engana Jane. Tarzan é salvo com a ajuda de seus amigos animais e retorna para resgatar Jane da tribo dos matadores de leões.